# جائزة بلنسية الكبرى للدراجات النارية 2016
جائزة بلنسية الكبرى للدراجات النارية 2016 هو سباق دراجات نارية أقيم بتاريخ 13 نوفمبر 2016 في حلبة ريكاردو تورمو. كان الجولة الثامنة عشر من أصل 18 في سباق الجائزة الكبرى للدراجات النارية موسم 2016. فاز خورخي لورنزو بفئة الموتو جي بي بينما جاء مارك ماركيث في المركز الثاني وحصل على المركز الثالث أندريا يانوني. فاز بفئة الموتو 2 الفرنسي جوان زاركو بينما فاز بفئة الموتو 3 براد بيندر.